# نعناع دغلي إسفيني
نعناع دغلي إسفيني (الاسم العلمي:Hyptis cuneata) هو نوع من النباتات يتبع جنس النعناع الدغلي من الفصيلة الشفوية              .	